# Greci (Tulcea)
Greci é uma comuna romena localizada no distrito de Tulcea, na região de Dobruja. A comuna possui uma área de 87.52 km² e sua população era de 5476 habitantes segundo o censo de 2007.